# Diana Silva (hoa hậu Venezuela)
Diana Silva (sinh ngày 31 tháng 10 năm 1997) là một nữ hoàng sắc đẹp Cô đăng quang Hoa hậu Trái Đất Venezuela 2018. Sau đó, cô tham dự Hoa hậu Trái Đất 2018 và lọt vào Top 8. Năm 2022, cô tiếp tục đăng quang Hoa hậu Venezuela 2022 và vào Top 10 Hoa hậu Hoàn Vũ 2023